# Kendrapara (distrikt)
Kendrapara är ett distrikt i Indien.   Det ligger i delstaten Odisha, i den östra delen av landet, 1 300 km sydost om huvudstaden New Delhi. Antalet invånare är 1 440 361. Arean är 2 644 kvadratkilometer. Kendrapara gränsar till Cuttack.
Terrängen i Kendrapara är platt.
Följande samhällen finns i Kendrapara:
- Kendrāparha
- Patāmundai